# Репьев, Иван Николаевич
Иван Николаевич Репьев (1755—1833) — Иркутский и Лифляндский губернатор, писатель

 и переводчик; действительный статский советник.

## Биография
Иван Репьев родился в 1755 году, в службе был с 1766 года, в 1789 году был Ревельским губернским прокурором, в 1796 году был уже коллежским советником; 28 февраля 1797 году был назначен обер-секретарем в 3-м Департаменте Сената.
1 января 1798 года пожалован в статские советники, а 28 июня 1800 года был назначен Председателем 1 Департамента Санкт-Петербургской Палаты суда и расправы и 21 октября был пожалован в действительные статские советники.
С 1802 по 1804 год Иван Николаевич Репьев был Иркутским гражданским губернатором, в 1806 году состоял Председателем в учрежденной в Лифляндии Ревизионной Комиссии, а с 1809 по 13 мая 1811 года служил Лифляндским губернатором; затем он состоял при Герольдии, не у дел, до самой смерти. Имел ордена Святой Анны 1-й степени (5 января 1809 года) и Святого Владимира 4-й степени (22 сентября 1789 года).
В 1788 году Репьев издал книгу: «Перемена в Эстляндии, или описание пользы и преимуществ новых учреждений и сравнение оных с древними ее привилегиями», перевод с немецкого (СПб., 8°), в 1792 г. — перевод драмы Коцебу «Ненависть к людям и раскаяние», в 5 д. (СПб., 8°), в декабре 1796 г. напечатал «Оду на кончину Ее Императорского Величества в Бозе почившей Императрицы Екатерины II» (СПб., Типогр. Имп. Академии Наук), а в 1798 году издал, тоже в Типографии Академии Наук, комедию «Сродник у города Архангельского, семейственное изображение», в 3 д., перевод с немецкого. 
В 1800 году И. Н. Репьев был избран в члены Вольного экономического общества России.
Иван Николаевич Репьев скончался 18 января 1833 года в городе Москве и был погребен в Новодевичьем монастыре.
Был женат на Анне Александровне Анненковой (1755—1826), сестре генерал-майора Евграфа Александровича Анненкова.